# Escudo de Baden

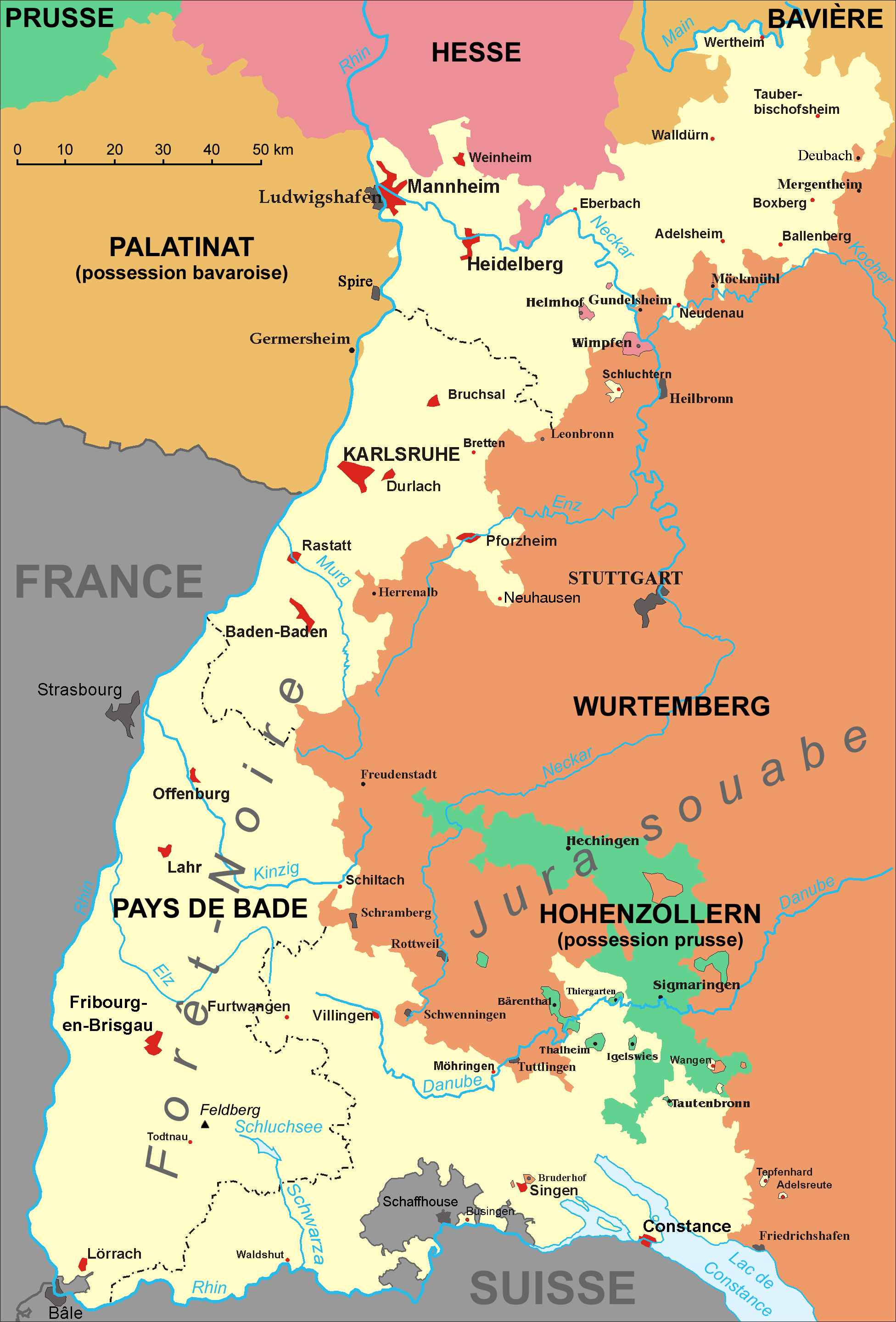
El histórico Estado de Baden, en el presente Baden-Wurtemberg, Alemania.

El escudo de armas de Baden proviene de las armas personales de los Margraves y Grandes Duques de Baden, los gobernantes tradicionales de la región. Tras la revolución y abolición del Gran Ducado en 1918, las armas y los grifos de soporte fueron tomados de los Grandes Duques por la nueva república para representar al pueblo y al país.
Baden entró como estado de la República de Weimar el año siguiente de la revolución, y subsecuentemente atravesó varios cambios de organización territorial después de la II Guerra Mundial. Baden es hoy parte del estado federal de Baden-Wurtemberg en Alemania, donde todavía pueden verse las armas de Baden representadas en el escudo de armas de Baden-Wurtemberg, como un sello en la parte superior de las armas del moderno estado federal.

## Historia
La Casa de Baden es una rama menor de la Casa de Zähringen, que a su vez está relacionada con la familia Hohenstaufen, y fue fundada por Hermann I de Baden, El Margrave de Verona, hijo de Berthold I, El Duque de Carintia, en el siglo XI. Las armas de la casa de Zähringen comparten los mismos tintes con su rama cadete, aunque muestra un águila roja en un escudo amarillo. La primera imagen del escudo de armas con la banda data del año 1243, pero pudo haber estado en uso antes de esa fecha. El Armorial de Wijnbergen, compilados desde los años 1265 hasta 1270, lista las armas de «le margreue de badene» como «d'or à la bande de gueules.» Los grifos de soporte fueron añadidos más tarde por el margrave Felipe I en 1528.

## Escudo de armas

### Escudo del estado principal

Escudo ancestral del Margraviato de Baden
Electorado de Baden
Escudo de armas del Gran Ducado de Baden
Armas de la República de Baden
Escudo de armas de Baden-Wurtemberg

### Escudos de los estados de Baden

Margraviato de Baden-Baden
Margraviato de Baden-Durlach